# Fonduta savoiarda
La fonduta savoiarda è un tipo di fonduta francese, piatto a base di formaggio, che si prepara in Savoia; è analoga a quella che si prepara in Svizzera, con un mix di formaggi differenti, tipici di questa regione quali il comté, il beaufort, il gruyère della Savoia o l'emmental della Savoia.
Esistono altre varianti, sia italiane sia francesi. Tra queste ultime si annoverano quella del Giura.